# Europees kampioenschap hockey mannen 1974
Het Europees kampioenschap hockey (1974) voor mannen had plaats van donderdag 2 mei tot en met zaterdag 11 mei 1974 in Madrid, Spanje. Het was de tweede editie van dit internationale sportevenement, dat onder auspiciën stond van de Europese hockeyfederatie (EHF). Titelverdediger was West-Duitsland.

## Groepsfase

### Groep A
| Team              | G | W | GL | V | P | DV | DT |
| ----------------- | - | - | -- | - | - | -- | -- |
| West-Duitsland    | 4 | 4 | 0  | 0 | 8 | 20 | 1  |
| Schotland         | 4 | 2 | 0  | 2 | 4 | 8  | 10 |
| Denemarken        | 4 | 1 | 1  | 2 | 3 | 2  | 8  |
| Tsjecho-Slowakije | 4 | 1 | 1  | 2 | 3 | 2  | 9  |
| Zwitserland       | 4 | 1 | 0  | 3 | 2 | 5  | 9  |

| West-Duitsland    | Zwitserland       | 6 - 1 |
| Schotland         | Denemarken        | 5 - 0 |
| Tsjecho-Slowakije | Schotland         | 1 - 3 |
| Denemarken        | Zwitserland       | 2 - 1 |
| West-Duitsland    | Denemarken        | 2 - 0 |
| Zwitserland       | Tsjecho-Slowakije | 0 - 1 |
| Tsjecho-Slowakije | West-Duitsland    | 0 - 6 |
| Schotland         | Zwitserland       | 0 - 3 |
| West-Duitsland    | Schotland         | 6 - 0 |
| Denemarken        | Tsjecho-Slowakije | 0 - 0 |

### Groep B
| Team      | G | W | GL | V | P | DV | DT |
| --------- | - | - | -- | - | - | -- | -- |
| Nederland | 3 | 3 | 0  | 0 | 6 | 12 | 2  |
| Polen     | 3 | 2 | 0  | 1 | 4 | 8  | 4  |
| Ierland   | 3 | 1 | 0  | 2 | 2 | 2  | 4  |
| Portugal  | 3 | 0 | 0  | 0 | 0 | 0  | 12 |

| Nederland | Portugal | 6 - 0 |
| Nederland | Ierland  | 2 - 0 |
| Polen     | Portugal | 4 - 0 |
| Ierland   | Portugal | 2 - 0 |
| Nederland | Polen    | 4 - 2 |
| Ierland   | Polen    | 0 - 2 |

### Groep C
| Team       | G | W | GL | V | P | DV | DT |
| ---------- | - | - | -- | - | - | -- | -- |
| Engeland   | 4 | 4 | 0  | 0 | 8 | 9  | 0  |
| Frankrijk  | 4 | 3 | 0  | 1 | 6 | 12 | 3  |
| Italië     | 4 | 2 | 0  | 2 | 4 | 3  | 6  |
| Oostenrijk | 4 | 1 | 0  | 3 | 2 | 5  | 8  |
| Finland    | 4 | 0 | 0  | 4 | 0 | 0  | 12 |

| Frankrijk  | Italië    | 2 - 0 |
| Finland    | Engeland  | 0 - 2 |
| Oostenrijk | Frankrijk | 1 - 5 |
| Finland    | Italië    | 0 - 1 |
| Oostenrijk | Finland   | 4 - 0 |
| Engeland   | Italië    | 4 - 0 |
| Frankrijk  | Finland   | 5 - 0 |
| Oostenrijk | Engeland  | 0 - 1 |
| Frankrijk  | Engeland  | 0 - 2 |
| Oostenrijk | Italië    | 0 - 2 |

### Groep D
| Team        | G | W | GL | V | P | DV | DT |
| ----------- | - | - | -- | - | - | -- | -- |
| Spanje      | 3 | 2 | 1  | 0 | 5 | 8  | 0  |
| Wales       | 3 | 2 | 1  | 0 | 5 | 4  | 1  |
| België      | 3 | 0 | 1  | 2 | 1 | 2  | 6  |
| Joegoslavië | 3 | 0 | 1  | 2 | 1 | 1  | 8  |

| Spanje | Joegoslavië | 6 - 0 |
| België | Wales       | 1 - 3 |
| Wales  | Joegoslavië | 1 - 0 |
| Spanje | België      | 2 - 0 |
| België | Joegoslavië | 1 - 1 |
| Spanje | Wales       | 0 - 0 |

## Uitslagen eindfase

### Tussenronde voor plaats 9 t/m 16
| Tsjecho-Slowakije | Portugal    | 2 - 1                 |
| Italië            | Joegoslavië | 2 - 0                 |
| Ierland           | Denemarken  | 1 - 0                 |
| België            | Oostenrijk  | 3 - 2 (na verlenging) |

### Tussenronde voor plaats 1 t/m 8
| West-Duitsland | Polen     | 5 - 1                 |
| Engeland       | Wales     | 2 - 1 (na verlenging) |
| Nederland      | Schotland | 6 - 0                 |
| Spanje         | Frankrijk | 2 - 1                 |

### Halve finale
| Spanje   | Nederland      | 1 - 0 |
| Engeland | West-Duitsland | 0 - 5 |

### Om plaats 5 t/m 8
| Polen     | Wales     | 4 - 3 (na verlenging) |
| Schotland | Frankrijk | 1 - 2                 |

### Om plaats 9 t/m 12
| Ierland           | België | 0 - 1 (na verlenging) |
| Tsjecho-Slowakije | Italië | 2 - 0                 |

### Om plaats 13 t/m 16
| Joegoslavië | Portugal   | 4 - 0 |
| Denemarken  | Oostenrijk | 1 - 0 |

### Finales
| Om plaats 17      | Om plaats 17   | Om plaats 17          |
| ----------------- | -------------- | --------------------- |
| Zwitserland       | Finland        | 2 - 1 (na verlenging) |
| Om plaats 15      |                |                       |
| Portugal          | Oostenrijk     | 0 - 3                 |
| Om plaats 13      |                |                       |
| Joegoslavië       | Denemarken     | 3 - 0                 |
| Om plaats 11      |                |                       |
| Italië            | Ierland        | 0 - 1                 |
| Om plaats 9       |                |                       |
| Tsjecho-Slowakije | België         | 2 - 1                 |
| Om plaats 7       |                |                       |
| Wales             | Schotland      | 0 - 1                 |
| Om plaats 5       |                |                       |
| Polen             | Frankrijk      | 2 - 1                 |
| Om plaats 3       |                |                       |
| Nederland         | Engeland       | 4 - 1                 |
| Finale            |                |                       |
| Spanje            | West-Duitsland | 1 - 0                 |

| Europees kampioen 1974 |
| ---------------------- |
|                        |
| Spanje Eerste titel    |

## Eindrangschikking
| rang   | land              |
| ------ | ----------------- |
| Goud   | Spanje            |
| Zilver | West-Duitsland    |
| Brons  | Nederland         |
| 4      | Engeland          |
| 5      | Polen             |
| 6      | Frankrijk         |
| 7      | Schotland         |
| 8      | Wales             |
| 9      | Tsjecho-Slowakije |
| 10     | België            |
| 11     | Ierland           |
| 12     | Italië            |
| 13     | Joegoslavië       |
| 14     | Denemarken        |
| 15     | Oostenrijk        |
| 16     | Portugal          |
| 17     | Zwitserland       |
| 18     | Finland           |

1970 · 1974 · 1978 · 1983 · 1987 · 1991 · 1995 · 1999 · 2003 · 2005 · 2007 · 2009 · 2011 · 2013 · 2015 · 2017 · 2019 · 2021 · 2023